# Centropogon nigricans
Centropogon nigricans, biljna vrsta iz porodice zvončikovki opisana 1915. godine. Raste po Kolumbiji i Ekvadoru. 
Ova biljka oprašuje se jedino uz pomoć cjevousnog šišmiša otkrivenog 2005 godine, koji ima jedan i po puta jezik duži od svoga tijela. Dužina tijela mu je oko dva inča (pet centimetara), a dužina jezika tri i pol inča (devet centimetara)